# Enrico Deregibus
Enrico Deregibus (Casale Monferrato, 6 febbraio 1967) è un giornalista, scrittore e direttore artistico italiano.

## Biografia
Piemontese trapiantato a Roma, si occupa di musica, in particolare canzone d'autore, ma più in generale di cultura, ed è il biografo di Francesco De Gregori, su cui ha scritto diversi libri.
Lavora per numerose manifestazioni di carattere musicale in qualità di direttore artistico, consulente o responsabile della promozione. Tra queste, PeM - Parole e musica in Monferrato, il Premio Bianca d'Aponte, Voci per la libertà - Una canzone per Amnesty, il MEI Meeting Etichette Indipendenti, Camosci Sound,  il Premio Bindi, il Premio Andrea Parodi, il Premio Giorgio Lo Cascio. È inoltre uno dei responsabili del Premio Amnesty International Italia per la sezione riservata ai big della musica italiana.
In vari eventi è impegnato anche come presentatore. In particolare negli anni si è sempre più affermato come conduttore di interviste in pubblico con artisti e musicisti per realtà come l'Officina delle Arti Pier Paolo Pasolini di Roma e varie altre.
È anche stato per più di dieci anni esponente di rilievo del Club Tenco nell'organizzazione del Premio Tenco ed in altre iniziative del Club.
Come giornalista, oltre ad aver pubblicato vari libri, ha scritto per diverse testate (tra cui Diario, Kataweb, Rockol, Rockstar, Musica leggera, Donna Moderna). Dal 2021 collabora con il quotidiano Avvenire.

### Anni zero
Dal 2000 al 2004 è vicedirettore della rivista bimestrale L'Isola che non c'era.
A partire dal 2001 collabora con il Meeting Etichette Indipendenti di Faenza, occupandosi di specifici progetti all'interno dell'evento, come il "Mei d'autore".
Nel 2002 è coautore del volume “Belìn, sei sicuro? Storia e canzoni di Fabrizio De André”, a cura di Riccardo Bertoncelli (Giunti editore), mentre due anni dopo è autore di “La Ciapa Rusa - Diario di Bordo”, saggio allegato all’omonimo CD (FolkclubEthnosuoni).
Dal 2005 al 2016 è consulente del Club Tenco, per il quale negli ultimi anni ricopre anche il ruolo di responsabile dell'ufficio stampa.
A partire dal 2005 è anche direttore artistico del Premio Giorgio Lo Cascio, assegnato ogni anno ad un cantautore italiano di particolare rilevanza.
Dal 2005 al 2007 è direttore artistico, con John Vignola, del "Premio Loano per la musica tradizionale italiana", mentre dal 2006 al 2013 è consulente e poi direttore artistico dell'L'Isola in Collina - Tributo a Luigi Tenco di Ricaldone.
In campo editoriale, è ideatore e curatore del Dizionario completo della canzone italiana, pubblicato da Giunti nel 2006. Con Enrico de Angelis e Sergio Secondiano Sacchi nel 2007 ha curato il volume su Luigi Tenco Il mio posto nel mondo. Luigi Tenco, cantautore. Ricordi, appunti, frammenti (BUR). Ha partecipato inoltre a decine di altri volumi a vario titolo (prefazioni, contributi, interventi).
Nel 2007 e 2008 è stato il curatore artistico e organizzativo dello “Spazio incontri” di Sanremoff, manifestazione organizzata dal Comune di Sanremo durante il Festival di Sanremo. Tra gli ospiti, Max Gazzè, Simone Cristicchi, Sergio Cammariere, Mauro Pagani.
Dal 2007 è consulente e conduttore del “Premio Bindi” di Santa Margherita Ligure, nonché responsabile degli incontri pomeridiani del festival.
L'anno successivo si occupa del coordinamento artistico di “Libri in musica Musica in libro”, il festival del libro musicale di Sanremo.
In questo periodo collabora anche con il “MantovaMusicaFestival”, con Folkermesse e Folkontest.

### Anni dieci
Nel 2010 ha curato La leva cantautorale degli anni zero, progetto di valorizzazione della nuova canzone d'autore italiana promosso da Club Tenco e MEI, al quale hanno partecipato numerosi artisti che si sono affermati negli anni successivi. 
Dal 2012 è responsabile dell'ufficio stampa del Premio Andrea Parodi di Cagliari, il più importante concorso europeo per la world music. Nello stesso anno organizza con il MEI un referendum fra giornalisti musicali e addetti ai lavori per scegliere l'artista indipendente italiano più rappresentativo degli ultimi 50 anni. Vincono gli Area. Nei primi posti Afterhours, Adriano Celentano, Elio e le storie tese, CCCP - Fedeli alla linea.
Nel 2013 per NdA-Press è uscito Chi se ne frega della musica?, una raccolta di suoi scritti su artisti e argomenti relativi alla musica in Italia. Al libro ha partecipato con degli interventi anche lo scrittore Gianluca Morozzi.
Dal 2015 è ufficio stampa e consulente organizzativo del Premio Bianca d'Aponte di Aversa (riservato a sole cantautrici). Nello stesso anno diviene anche direttore artistico di PeM - Parole e musica in Monferrato, rassegna in varie località del Piemonte in cui conduce anche incontri con cantautori e musicisti.
Sempre nel 2015 ha pubblicato per Giunti editore Mi puoi leggere fino a tardi, la fortunata biografia di Francesco De Gregori che è la riedizione arricchita del precedente volume sul cantautore romano Quello che non so, lo so cantare, uscito nel 2003. Nel dicembre 2016 ha scritto il libro inserito nel box Backpack dello stesso De Gregori, cofanetto che racchiude tutta la discografia in cd del cantautore.
Dal 2016 dirige il Forum del giornalismo musicale di Faenza, ospitato dal Meeting Etichette Indipendenti ed è consulente artistico e organizzativo, oltre che ufficio stampa, di Voci per la libertà - Una canzone per Amnesty (il festival musicale legato ad Amnesty International).
Nella primavera del 2017 ha realizzato “Luigi Tenco, marzo 2017. In qualche parte del mondo”. Un grande omaggio a Luigi Tenco realizzato contemporaneamente in più di 30 località italiane ed anche a Parigi, alla Sorbona, dal 17 al 28 marzo, cioè in prossimità della data di nascita del cantautore, il 21 marzo, nell'anno in cui tutti ricordavano l'anniversario della morte. Dal 2017 è inoltre ideatore e responsabile, con Giordano Sangiorgi, del "Premio dei Premi" nell'ambito dal Meeting Etichette Indipendenti, contest riservato ai cantautori emergenti che nell'annata precedente hanno vinto i più importanti concorsi dedicati ai grandi artisti italiani scomparsi.
Nel 2018 organizza, con Daniela Esposito, il ciclo di serata "Premio Bianca d'Aponte in tour" a Milano, Roma e Napoli.
Nel 2019 è stato il direttore scientifico del "Master in organizzazione e promozione festival e eventi musicali" di Napier Academy ed è diventato membro della Giuria del Premio internazionale Lexenia "Arte e Giustizia".
In questi anni fra le altre collaborazioni e consulenze con festival ed eventi ci sono quelle con Collisioni a Barolo, con il "Festival della parola" di Chiavari, con il "Futura festival" di Civitanova Marche, con la “Rassegna letteraria” di Vigevano.

### Anni venti
A ottobre 2020 ha pubblicato Francesco De Gregori. I testi. La storia delle canzoni, un volume di 720 pagine, che racchiude i testi del cantautore con lunghe e approfondite schede sulle canzoni. Il libro nel 2021 riceve il “Premio Nazionale Franco Enriquez".
Inizia nel frattempo una collaborazione con l'Officina delle arti Pier Paolo Pasolini, laboratorio di alta formazione e hub culturale di eventi della Regione Lazio, per il quale organizza e conduce incontri con cantautori e musicisti dal Teatro Eduardo De Filippo di Roma. 
Nel 2021 viene chiamato a collaborare con il quotidiano Avvenire, mentre dal 2023 è responsabile del Premio Amnesty International Italia per la sezione riservata ai big della musica italiana. Nello stesso anno inizia a collaborare con la "Settimana dei diritti umani" di Rovigo.
Nel 2024 esce un suo nuovo libro: Luigi Tenco. Lontano, lontano. Lettere, racconti, interviste, curato con  Enrico de Angelis ed edito da Il Saggiatore, che raccoglie le parole scritte e pronunciate da Tenco nel corso della sua esistenza, un insieme di materiali in buona parte inediti.

## Opere
- Quello che non so, lo so cantare. Storia di Francesco De Gregori, Firenze, Giunti, 2003. ISBN 88-09-03231-4
- Dizionario completo della canzone italiana, a cura di, Firenze, Giunti, 2006. ISBN 978-88-09-04602-3
- Il mio posto nel mondo. Luigi Tenco, cantautore. Ricordi, appunti, frammenti, a cura di e con Enrico de Angelis e Sergio Secondiano Sacchi, Milano, Bur, 2007. ISBN 978-88-17-01892-0
- Chi se ne frega della musica? - Percorsi nella musica in Italia in compagnia di Gianluca Morozzi, Rimini, NdAPress, 2013. ISBN 978-88-89-03580-1
- Francesco De Gregori. Mi puoi leggere fino a tardi, Firenze, Giunti, 2015. ISBN 978-88-09-80572-9
- Francesco De Gregori. I testi. La storia delle canzoni, Firenze, Giunti, 2020. ISBN 978-88-09-90422-4
- Luigi Tenco. Lontano, lontano. Lettere, racconti, interviste,  a cura di e con Enrico de Angelis, Milano, il Saggiatore, 2024.  ISBN 9788842830863